# 2016—2017年西南印度洋熱帶氣旋季
2016－2017年西南印度洋熱帶氣旋季在2016年7月16日開始，並在2017年4月30日完結（某些地區的熱帶氣旋季將在2017年5月15日完結）。
此文內容只包含在西南印度洋形成的熱帶氣旋的介紹。
風暴是由留尼汪氣象部發出報告。如果一個熱帶低氣壓在南緯0-40度，東經31-55度之間增強為中度熱帶風暴的話，馬達加斯加就會為它命名。如果一個熱帶低氣壓在南緯0-40度，東經55-90度之間增強為中度熱帶風暴的話，毛里求斯就會為它命名。

## 熱帶氣旋
- 如果一個熱帶低氣壓在南緯0-40度，東經31-90度之間增強為中度熱帶風暴的話，馬達加斯加或毛里求斯就會為它命名。由於每年都會有新的名字清單，所以不會停用名字。

以下所有氣旋的強度及其他相關資訊均以留尼汪氣象部公報為準。

### 強烈熱帶氣旋愛娜沃（Enawo）
2017年3月2日12:00UTC，留尼旺氣象部把集结南緯11.9度，東經60.1度的低壓區升格為熱帶擾動，當時該熱帶擾動一直向西南偏西方向移動。
2017年3月3日06:00UTC，由於該熱帶擾動迅速增強，所以留尼旺氣象部把該熱帶擾動直接升格為中度熱帶風暴，并取名為愛娜沃。
2017年3月4日18:00UTC，留尼旺氣象部把愛娜沃升格為強烈熱帶風暴。
2017年3月5日06:00UTC，留尼旺氣象部把愛娜沃升格為熱帶氣旋。
2017年3月6日12:00UTC，留尼旺氣象部把愛娜沃升格為強烈熱帶氣旋。
2017年3月7日06:00UTC，愛娜沃到達了一生中最強的時候，風速為每小時205公里（每小時125英里）09:00UTC，愛娜沃保持着每小時205公里的風速登陸馬達加斯加東北部。18:00UTC，愛娜沃登陸後迅速减弱，所以留尼旺氣象部把愛娜沃降格為熱帶氣旋，而愛娜沃開始轉向南移動。
2017年3月8日00:00UTC，留尼旺氣象部把愛娜沃降格為強烈熱帶風暴。
2017年3月10日00:00UTC，愛娜沃在馬達加斯加南部出海。
2017年3月11日00:00UTC，留尼旺氣象部把愛娜沃直接降格為熱帶低氣壓。06:00UTC，愛娜沃在南緯33.1度，東經48.1度消散，留尼旺氣象部為它發出最後報告。

### 中度熱帶風暴费尔南多（Fernando）
2017年3月6日晚上，留尼旺氣象部把集結在南緯15度，東經76度的低壓區升格為熱帶擾動，並給予編號07，該熱帶擾動一直向西南移動。
2017年3月7日6:00UTC，留尼旺氣象部把熱帶擾動升格為熱帶低氣壓。
2017年3月9日，該熱帶低氣壓突然順時針270度打轉。
2017年3月10日6:00UTC，該熱帶低氣壓開始轉向南移動。12:00UTC，留尼旺氣象部將其降格為熱帶擾動，該熱帶擾動一直向西南偏西方向移動。
2017年3月14日6:00UTC，該熱帶擾動重新增強為熱帶低氣壓，所以留尼旺氣象部再次將其升格為熱帶低氣壓，當時集结在南緯27度，東經53度。12:00UTC，留尼旺氣象局將其升格為中等熱帶風暴，並命名為费尔南多。
2017年3月15日0:00UTC，费尔南多再次減弱，所以留尼旺氣象部再次將其降格為熱帶低氣壓，直至今天6:00UTC，费尔南多在南緯32.7度，東經51.9度消散，留尼旺氣象部為它發出最後報告。

## 其他熱帶氣旋
除了被命名的熱帶氣旋外，還有一些沒被命名的低氣壓和被聯合颱風警報中心認為是熱帶風暴的熱帶氣旋。以下列出那些熱帶氣旋的資料。

### 熱帶低氣壓03
2017年1月27日12:00UTC，留尼旺氣象部把集結在南緯11.5度，東經73.8度的低壓區升格為熱帶擾動，並編號為03。18:00UTC，留尼旺氣象部把該熱帶擾動升格為熱帶低氣壓。
2017年1月28日06:00UTC，留尼旺氣象部把熱帶低氣壓降格為熱帶擾動。12:00UTC，該熱帶擾動在南緯11度，東經72.9度消散，留尼旺氣象部為它發出最後報告。

### 其他系統
2017年5月30日，澳洲氣象局開始監測雅加達西北約2000公里形成的熱帶低氣壓31U，在接下來的幾天向西南移動，留尼旺氣象部歸類為低壓區，在6月2日消散。

## 2016-17年風暴名單
西南印度洋的熱帶氣旋是由世界氣象組織西南印度洋熱帶氣旋委員會命名。由毛里裘斯、馬拉維、莫桑比克、納米比亞、塞舌爾、南非、斯威士蘭、津巴布韋、坦桑尼亞、博茨瓦納、科摩羅、萊索托和馬達加斯加提供名字。當熱帶氣旋在東經55度以西達到「中度熱帶風暴」的強度，位於馬達加斯加的熱帶氣旋警告中心就會為該系統命名。當熱帶氣旋在東經55度及東經90度之間達到「中度熱帶風暴」的強度，位於毛里裘斯的熱帶氣旋警告中心就會為該系統命名。本年未用名稱以灰色表示，黑體字表示今年已經使用過，粗體名稱表示該風暴活躍中，橙色表示下一個即將使用的熱帶氣旋名稱。
| - Abela - Bransby - Carlos - Dineo - Enawo - Fernando - Gabekile（未用） - Herold（未用） - Irondo（未用） | - Jeruto（未用） - Kundai（未用） - Lisebo（未用） - Michael（未用） - Nousra（未用） - Olivier（未用） - Pokera（未用） - Quincy（未用） - Rebaone（未用） | - Salama（未用） - Tristan（未用） - Ursula（未用） - Violet（未用） - Wilson（未用） - Xila（未用） - Yekela（未用） - Zania（未用） |

## 內部連結
- 2016年太平洋颱風季
- 2016年太平洋颶風季
- 2016年大西洋颶風季
- 2016年北印度洋氣旋季
- 2017年太平洋颱風季
- 2017年太平洋颶風季
- 2017年大西洋颶風季
- 2017年北印度洋氣旋季
- 2016－2017年澳洲地區熱帶氣旋季
- 2016－2017年南太平洋熱帶氣旋季

## 外部連結
- 聯合颱風警報中心 (JTWC)
- 法國氣象局 (RSMC La Réunion)
- 世界氣象組織